# 今川範政
今川 範政（いまがわ のりまさ）は、南北朝時代から室町時代前期にかけての守護大名・歌人。駿河今川氏の第4代当主。今川義元は玄孫にあたる。
武将として上杉禅秀の乱の鎮圧をはじめとする多くの功績を挙げた一方で、和歌や書にも秀でた才能を示した。『源氏物語提要』などの著書がある。

## 生涯
1409年、父・泰範の死により家督を相続する（泰範の没年には異説が多く、それ以前に家督を継いだとも考えられている）。
1416年に上杉禅秀の乱が起こると、上杉禅秀の攻撃を受けて鎌倉から逃亡してきた鎌倉公方・足利持氏を保護した。そして将軍・足利義持の命を受けて軍を率いて上杉房方らと共に鎌倉に攻め入り、禅秀らを討って乱を平定した。この折の功により範政は幕府の信任を得て、副将軍の重職に任ぜられることとなった。
その後、将軍が代替わりして足利義教の代になると、義教からの寵愛を受けて重用された。京都の義教と鎌倉の持氏との対立が深まったときには、鎌倉の監視役を務め、1432年には富士山を遊覧してきた義教を駿府にて饗応している。
しかし最晩年に末子の千代秋丸（小鹿範頼）を溺愛して家督を譲ろうとしたため、これが原因で千代秋丸と嫡男の範忠の間で熾烈な家督争いが発生する。この争いの最中で、失意のうちに永享5年（1433年）5月27日に死去した。享年70。死後、家督は幼少の千代秋丸が継ぐことで鎌倉公方の干渉を受けることを恐れた義教の裁定によって、成人していた範忠が継承することとなった。

## 歌人として
歌人としても知られた人物であった。正徹・正広などとも交友があり、『新続古今和歌集』（1438年）に和歌が採録されている。
1432年には、源氏物語の梗概書『源氏物語提要』を著した。

## 系譜
- 正室：上杉持定の娘
  - 四男：小鹿範頼（与五郎、範満の父）
- 生母不詳
  - 長男：今川範豊（五郎）
  - 次男：今川範忠（彦五郎）
  - 三男：今川範勝（弥五郎）

『満済准后日記』に範忠を娚（＝甥）と記し（永享5年3月15日条）、弥五郎（範勝）を「二男」、千代秋丸をその舎弟と記す（同年4月14日条）記事があることから、範忠は範豊の急死後に急遽養子に迎えられた甥で、範政の実子で無かったのもその後の家督争いの一因であったとする大石泰史の説がある。大石は範忠の実父については確定できないが、今川氏の諸系図でどの系図にもその存在が記載されている弟の今川泰国とみるのが適切としている。